# Logis Auderghem TT
Le Logis Auderghem TT est un club belge de tennis de table situé à Auderghem en région bruxelloise.

## Histoire du club
Le TT Le Logis Boitsfort a été créé en 1959 par quelques amateurs de tennis de table dont la plupart habitaient à Watermael-Boitsfort. L'équipe masculine du club connaît une période faste au milieu des années 1970 en étant sacrée Championne de Belgique en 1974 et en 1975. Trois ans plus tard, c'est au tour de l'équipe féminine de monter en première division où elle se maintiendra pendant quatre ans. 
En 1982, le club prend ses quartiers dans la commune voisine, Auderghem, où une salle a été construite spécialement pour la pratique du tennis de table. Il est alors rebaptisé Logis Auderghem TT. Deux ans plus tard, l'équipe féminine remonte en première division, rejointe après deux ans par l'équipe masculine. Cette dernière n'y restera que quatre saisons, rejointe deux ans plus tard en deuxième division par les femmes. Les deux sections réussissent un coup double en 1995 en remontant ensemble en première division, mais sont reléguées ensemble en deuxième division. Seule l'équipe féminine rebondit et remonte aussitôt dans l'élite mais ne s'y maintiendra qu'une saison. Parallèlement à la relégation des dames en deuxième division, les messieurs obtiennent leur montée dans l'élite et y figurent depuis 2000.
Le club fut renommé Kobelco Auderghem entre 2002 et 2009 mais il reprend son précédent nom à partir de 2009-2010. En 2012, Jean-Michel Saive, éternel numéro un belge, quitte La Villette de Charleroi et rejoint le Logis Auderghem, suivi par Yannick Vostes en provenance du championnat français. Le club bruxellois remporte ensuite le championnat de Belgique en 2013, en 2014, en 2016 et en 2017, ainsi que toutes les coupes de Belgique entre 2013 et 2017.

## Effectif Superdivision 2016-2017[3]
- Florent Lambiet, A3
- Abdel-Kader Salifou, A3
- Jean-Michel Saive, A4
- Ludovic Bierny, A10
- Jasper Merckx, B0

## Effectif Superdivision 2024-2025[3]
- Lauric Jean, A15
- Ludovic Bierny, B0
- Per Gevers, B0
- Kilomo Vitta, B0

## Palmarès
- Superdivion belge (6) :
  - Champion : 1974, 1975, 2013, 2014, 2016 et 2017
  - Vice-Champion : 1973 et 1976
- Coupe de Belgique (5) :
  - Vainqueur : 2013, 2014, 2015, 2016 et 2017
  - Finaliste : 2004